# Wymering
Wymering är en ort i distriktet Portsmouth, i grevskapet Hampshire, i England. Wymering var en civil parish fram till 1894 när blev den en del av Cosham. Civil parish hade 1 123 invånare år 1891. Byn nämndes i Domedagsboken (Domesday Book) år 1086, och kallades då Wimeringes.